# La Grée-Saint-Laurent
La Grée-Saint-Laurent (in bretone: Ar C'hrav-Sant-Laorañs) è un comune francese di 339 abitanti situato nel dipartimento del Morbihan nella regione della Bretagna.

## Società

### Evoluzione demografica
Abitanti censiti